# Mare de Namga
Die Mare de Namga ist ein See in der Gemeinde Kokorou im Westen Nigers.

## Geographie
Die Mare de Namga liegt unmittelbar südlich des Dorfs Namga, das zur Landgemeinde Kokorou im Departement Téra in der Region Tillabéri gehört. Der See ist wie die weiter westlich gelegene Mare de Kokorou Teil des nach der Ramsar-Konvention unter Schutz stehenden Feuchtgebiets Kokorou-Namga-Komplex.
Die Mare de Namga entstand im Bett eines nicht mehr bestehenden rechten Zubringerflusses des Stroms Niger. Die Fläche des Sees schwankt stark. In Jahren mit niedrigen Niederschlägen trocknet er vollständig aus. Seine maximale Tiefe liegt, bedingt durch Alluvialablagerungen, bei unter sechs Metern.
Östlich, südlich und westlich des Sees liegen Überschwemmungsgebiete und Hochebenen mit den Tälern kleiner temporärer Zubringerbäche. Im Norden und Nordosten des Sees erstreckt sich eine Landschaft aus wandernden Sanddünen. Im heißen und trockenen Klima der Sahelzone trägt die Mare de Namga zu einem Mikroklima bei, das die Bedingungen für Ackerbau, Viehwirtschaft und Jagd sowie die biologische Vielfalt verbessert. Zudem leistet sie einen Beitrag dazu, den Grundwasserleiter aufzufüllen.

## Besiedlung
Außer dem Dorf Namga, das 1440 Einwohner bei der Volkszählung 2012 aufwies, liegen weitere Siedlungen rund um den See: das Dorf Santché im Osten, der Weiler Wadèye im Süden, die Weiler Gnamgou und Kagey im Südwesten sowie der Weiler Kourfadjé im Nordwesten. Gemäß dem traditionellen Glauben in den Songhai-Gebieten ist die Mare de Namga wie einige andere Gewässer vom Geistwesen gorou gondi bewohnt, das die Form einer Wasserschlange annimmt. In der Mare de Namga hat die Schlange den Namen Houréra.

## Ökologie
Im Becken der Mare de Namga ist Mitragyna inermis die wichtigste Baumart. An den Rändern des Beckens ist die Arabische Gummi-Akazie anzutreffen. Die Fauna ist durch Wasservögel, sowohl Zugvögel als auch das ganze Jahr über ansässige Tiere, geprägt. Der See dient außerdem als Tränke für Gazellen und Affen. Das 600 Hektar große Feuchtgebiet von Namga ist als Important Bird Area klassifiziert. Nennenswerte hier beobachtete Vogelarten sind der Sichler (Plegadis falcinellus), die Witwenpfeifgans (Dendrocygna viduata), die Höckerglanzgans (Sarkidiornis melanotos), die Nilgans (Alopochen aegyptiacus), die Sporngans (Plectropterus gambensis), der Zwergtaucher (Tachybaptus ruficollis) und der Stelzenläufer (Himantopus himantopus).